# Поздняков, Сергей Иванович
Сергей Иванович Поздняков (1916—1974) — генерал-майор Советской Армии, участник Великой Отечественной войны.

## Биография
Сергей Иванович Поздняков родился 23 сентября 1916 года в селе Павлодар (ныне — Грибановский район Воронежской области). В 1942 году он окончил Воронежский государственный медицинский институт. В том же году Поздняков был призван на службу в Рабоче-Крестьянскую Красную Армию и направлен на фронтах Великой Отечественной войны. Воевал ординатором походно-полевого госпиталя, командиром санитарного взвода 4-го отдельного стрелкового батальона 229-й стрелковой бригады, корпусным врачом 9-го стрелкового корпуса. Конец войны встретил в Берлине.
После окончания войны Поздняков продолжил службу в Советской Армии. Участвовал в Параде Победы в июне 1945 года. В 1954 году Поздняков окончил Военно-медицинскую академию имени С. М. Кирова в Ленинграде, после чего возглавил медицинский отдел 13-й армии Прикарпатского военного округа. Впоследствии служил начальником медицинских отделом 4-й армии, 20-й армии, 1-й танковой армии. В 1963—1964 годах Поздняков был начальником военно-медицинского отдела Сибирского военного округа, в 1964—1968 годах — начальником военно-медицинского отдела Дальневосточного военного округа. С января 1968 года генерал-майор медицинской службы Сергей Иванович Поздняков возглавлял Центральный военно-клинический госпиталь имени П. В. Мандрыка. В апреле 1973 года он вышел в отставку.
Проживал в Москве. Умер 12 октября 1974 года, похоронен на Введенском кладбище (29 уч.).
Был награждён орденами Отечественной войны 1-й и 2-й степеней, двумя орденами Красной Звезды, а также многими медалям.